# 陳澄三
陳澄三（1918年—1992年），嘉義廳麥藔區麥藔庄（今雲林縣麥寮鄉麥津村）人。拱樂社、波蜜企業負責人。久津實業創辦人陳忠義父親。

## 生平
1934年，創立「麥寮拱樂社」，拱範宮南管團。1945年，改為「麥寮拱樂社歌劇團」。1972年，成立「波蜜企業」
，1975年，發明《波蜜果菜汁》，世界首罐蔬果汁。

## 作品

### 導演
- 1958年《金壺玉鯉》[4]
- 1964年《三兄妹告御狀》、《三兄妹報父仇》
- 1967年《王寶釧》

### 監製
- 1956年《薛平貴與王寶釧》、《薛平貴與王寶釧續集》、《薛平貴與王寶釧第三集》

### 製片
- 1956年《補破網》
- 1961年《乞食與千金》
- 1962年《金銀天狗》、《銀面小天狗》